# Geely Geometry
Geely Geometry, або просто відома як Geometry або Geome, — це марка автомобілів, створена китайською автомобільною компанією Geely у квітні 2019 року. Бренд Geely Geometry в основному зосереджений на розробці електромобілів. 
У березні 2023 року бренд Geometry було реконсолідовано в Geely Auto як серію електричних продуктів початкового рівня.  У жовтні 2024 року бренд було знову реорганізовано, і він буде включений як «розумна бутикова серія невеликих автомобілів». (як Geome) під брендом Geely Galaxy та дилерською мережею. 

## Історія
У 2019 році Geely створила нову дочірню компанію Geely Geometry, яка покликана пропонувати доступні електромобілі. На автосалоні в Пекіні в квітні 2019 року був представлений перший автомобіль марки — компактний седан Geometry A.  У червні 2020 року Geometry представила свій другий автомобіль під назвою Geometry C, компактний хетчбек. У лютому 2021 року Geometry представила Geometry A Pro, оснащений електродвигуном нового покоління, потужністю понад 203 кінських сили, який може проїхати на одному заряді максимум 600 кілометрів за циклом NEDC. 
У листопаді 2022 року Geely оголосила про початок продажів Geometry в Угорщині, Чехії та Словаччині.
У березні 2023 року бренд Geometry було реконсолідовано в Geely Auto як серію електричних продуктів початкового рівня. Geometry в основному розроблено для китайського ринку та оголосило про наміри виробляти більше 10 різних електромобілів до 2025 року. 
У жовтні 2024 року на презентаційній конференції Geely Xingyuan генеральний директор Geely Auto Group Ган Цзяюе оголосив, що Geely Geometry офіційно включено до бренду Geely Galaxy. Geome став «розумною бутиковою серією маленьких автомобілів» у серії Geely Galaxy. 

## Продукти
У жовтні 2024 року Geely оголосила про об’єднання всіх поточних моделей Geometry в дилерську мережу Galaxy під назвою «Мережа B», попередні дилерські центри Geely Galaxy стали «Мережею A». 

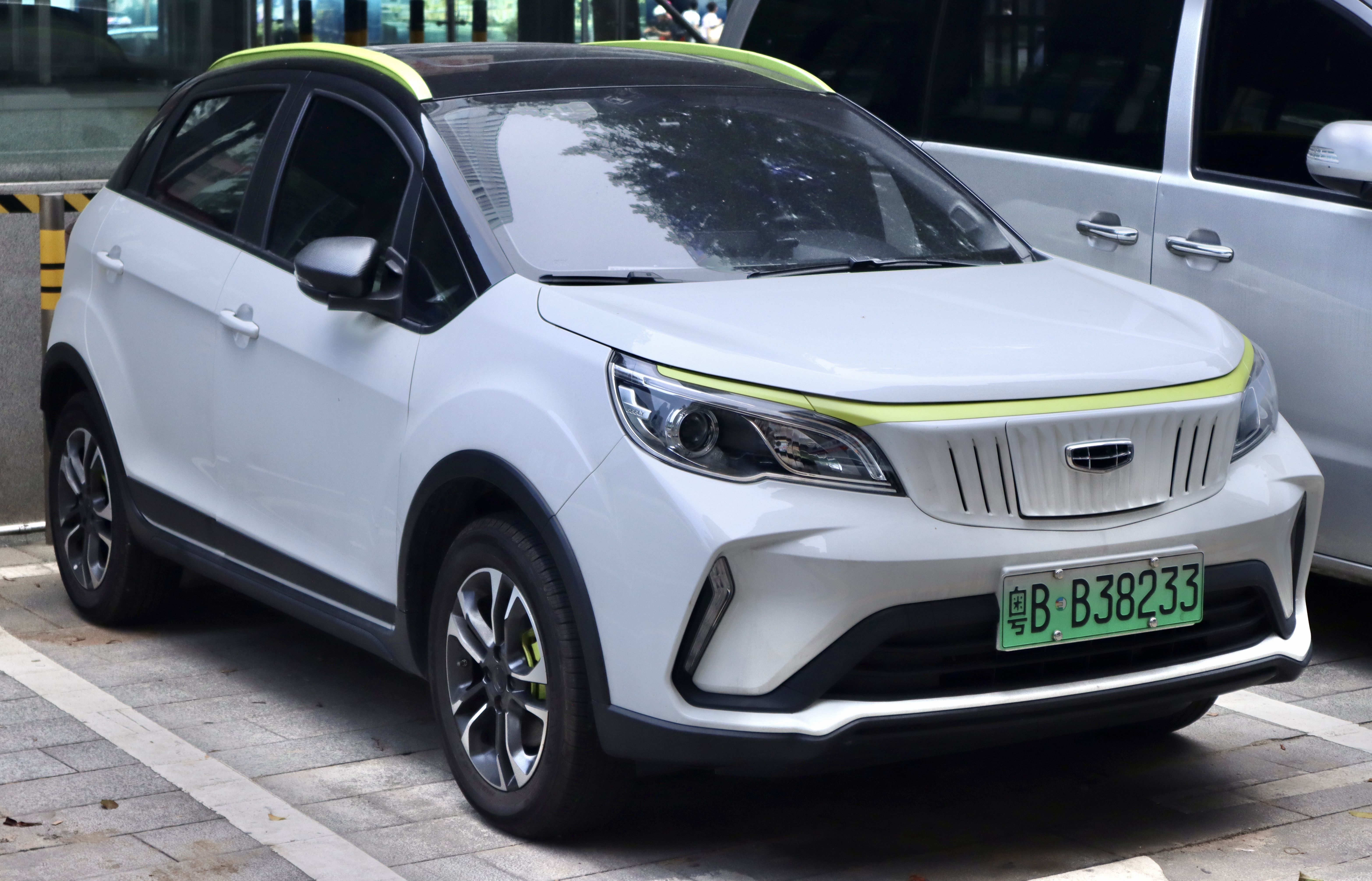
EX3
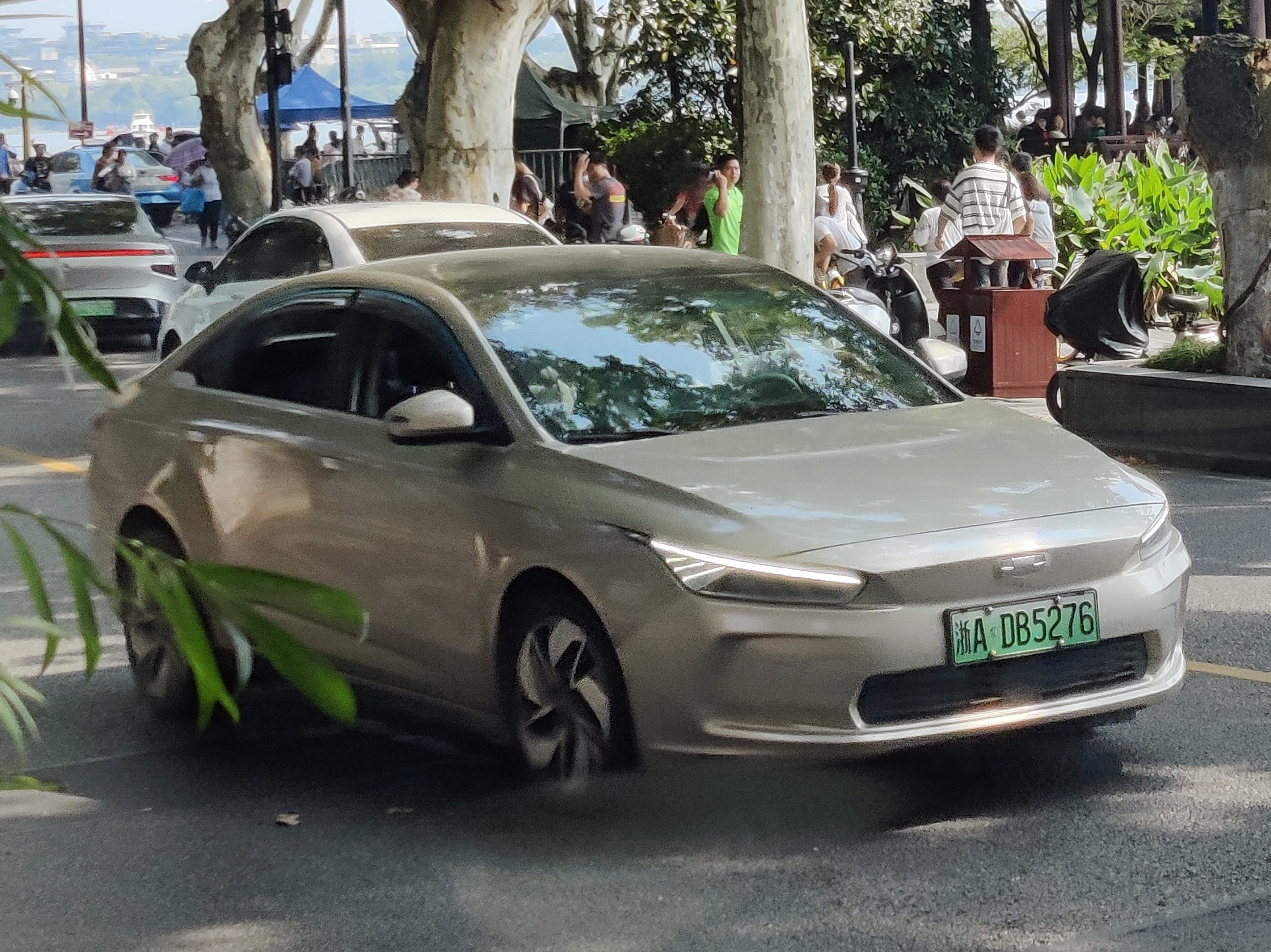
A
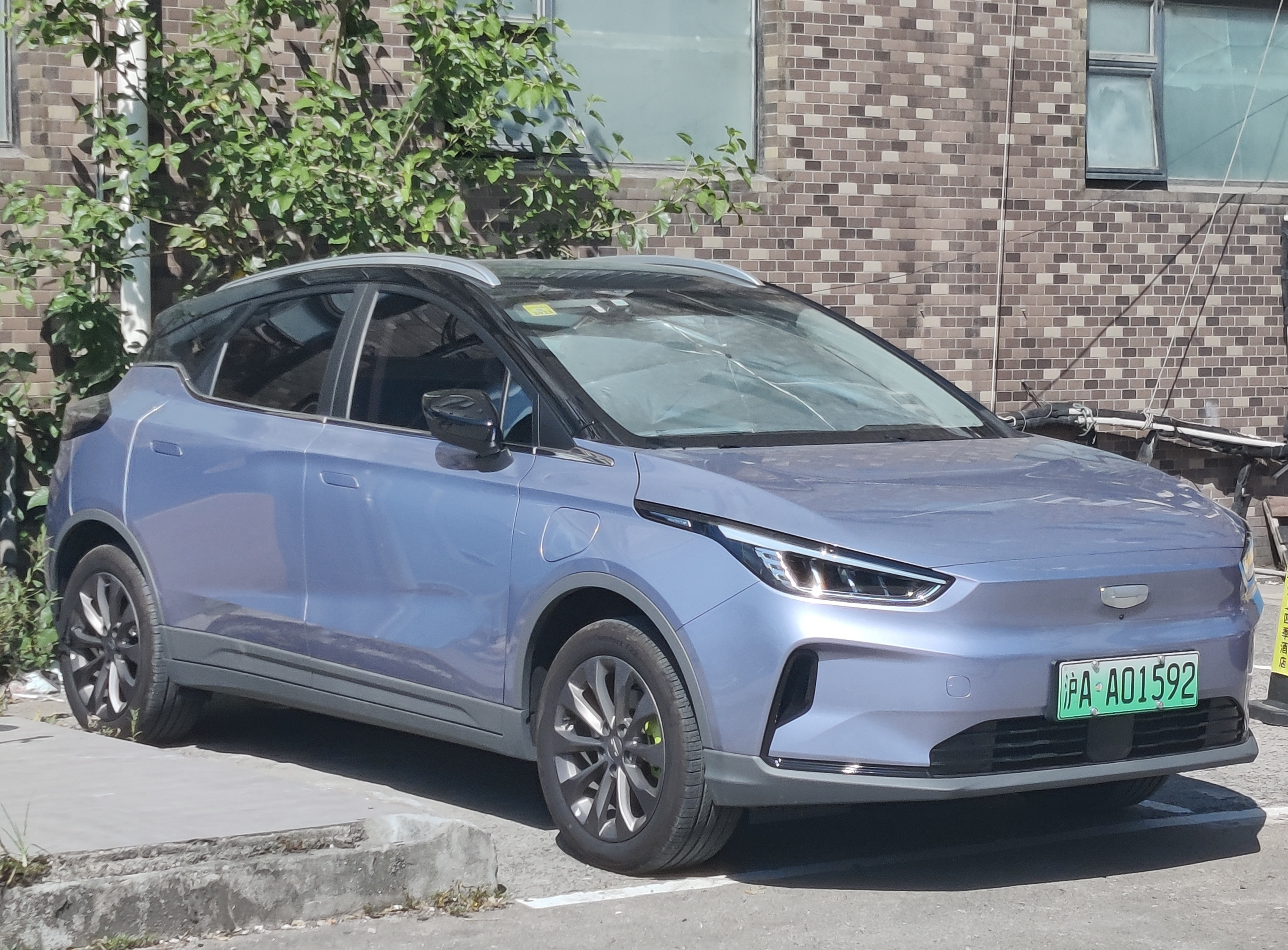
C
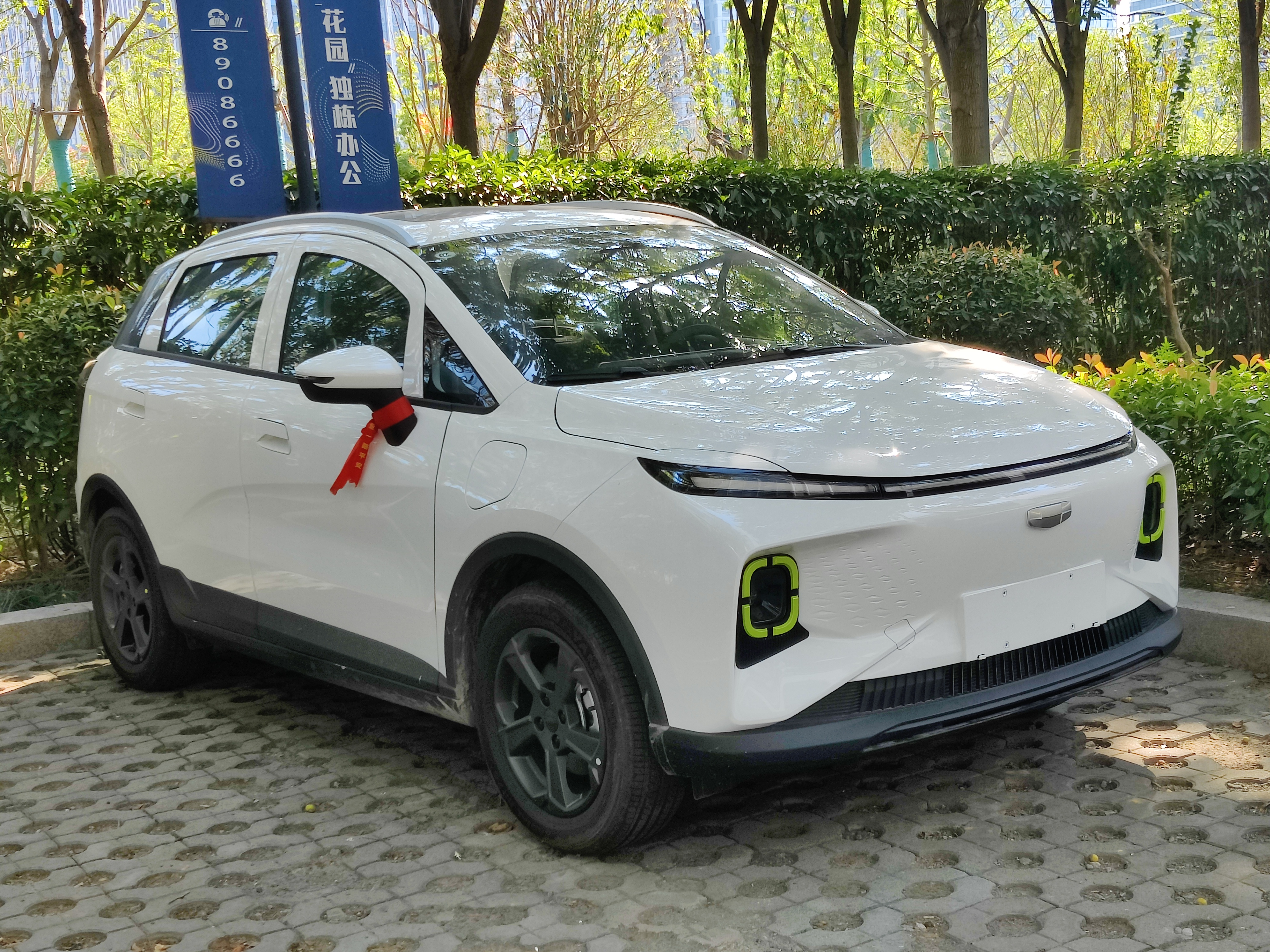
E
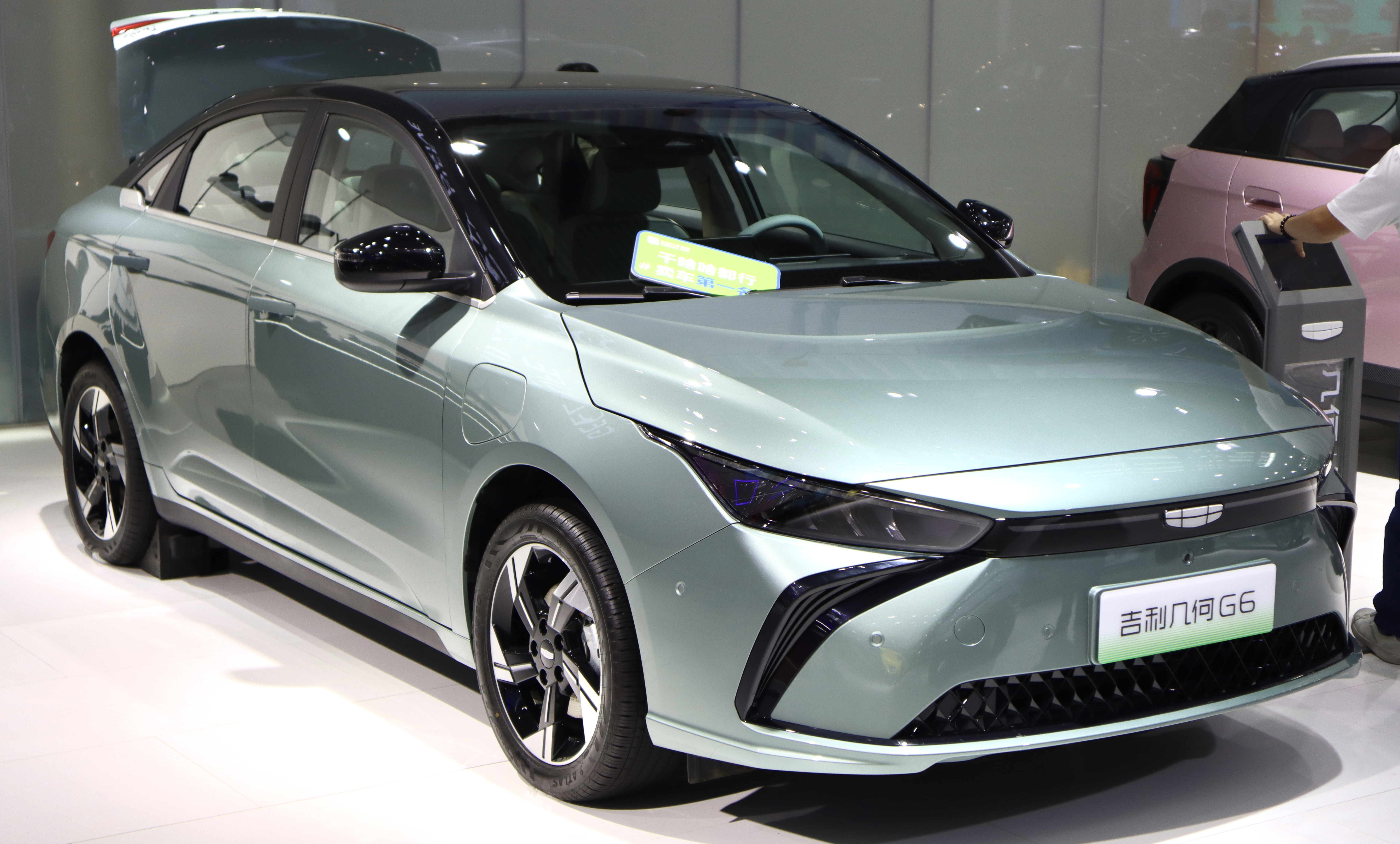
G6
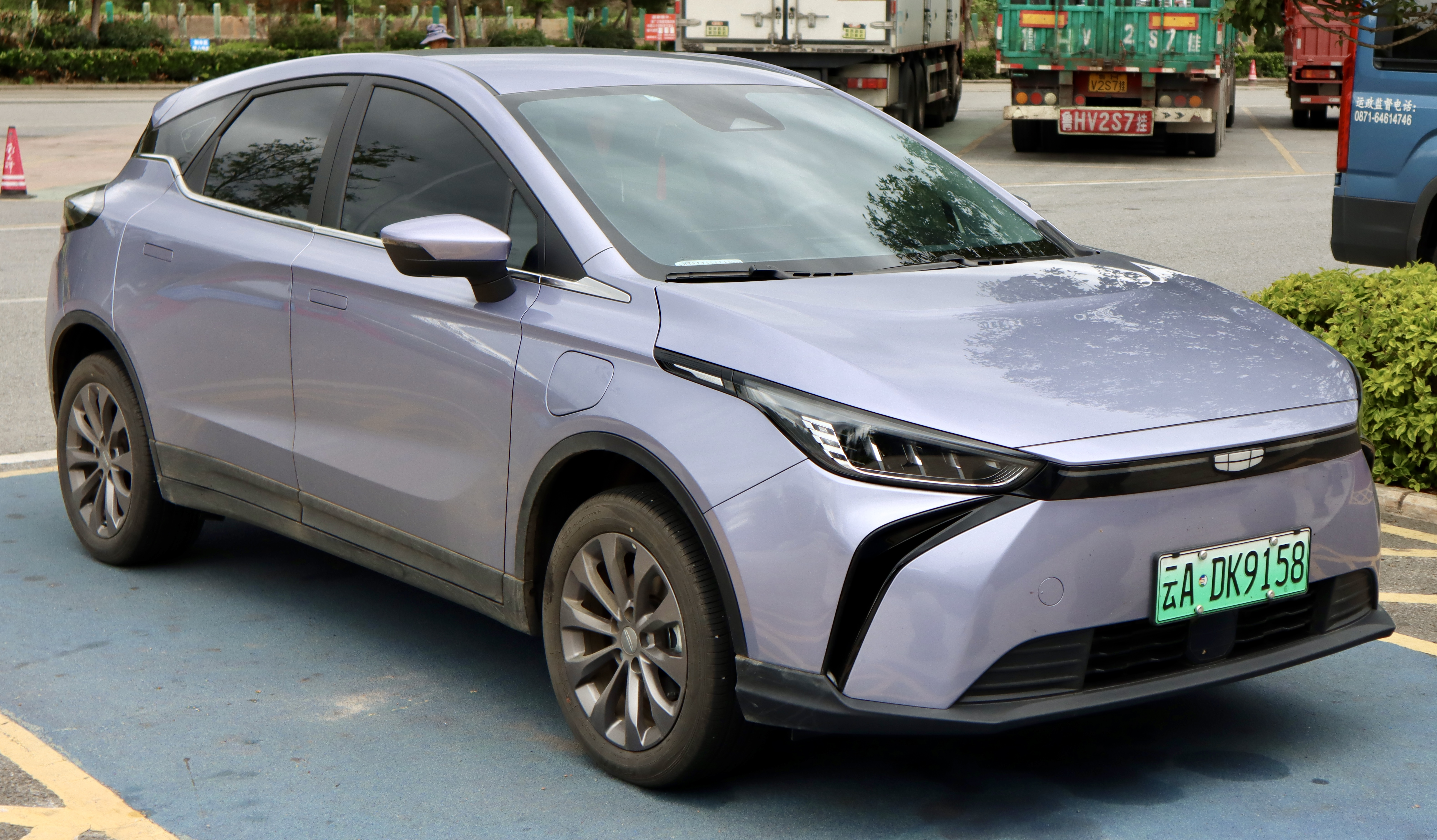
M6
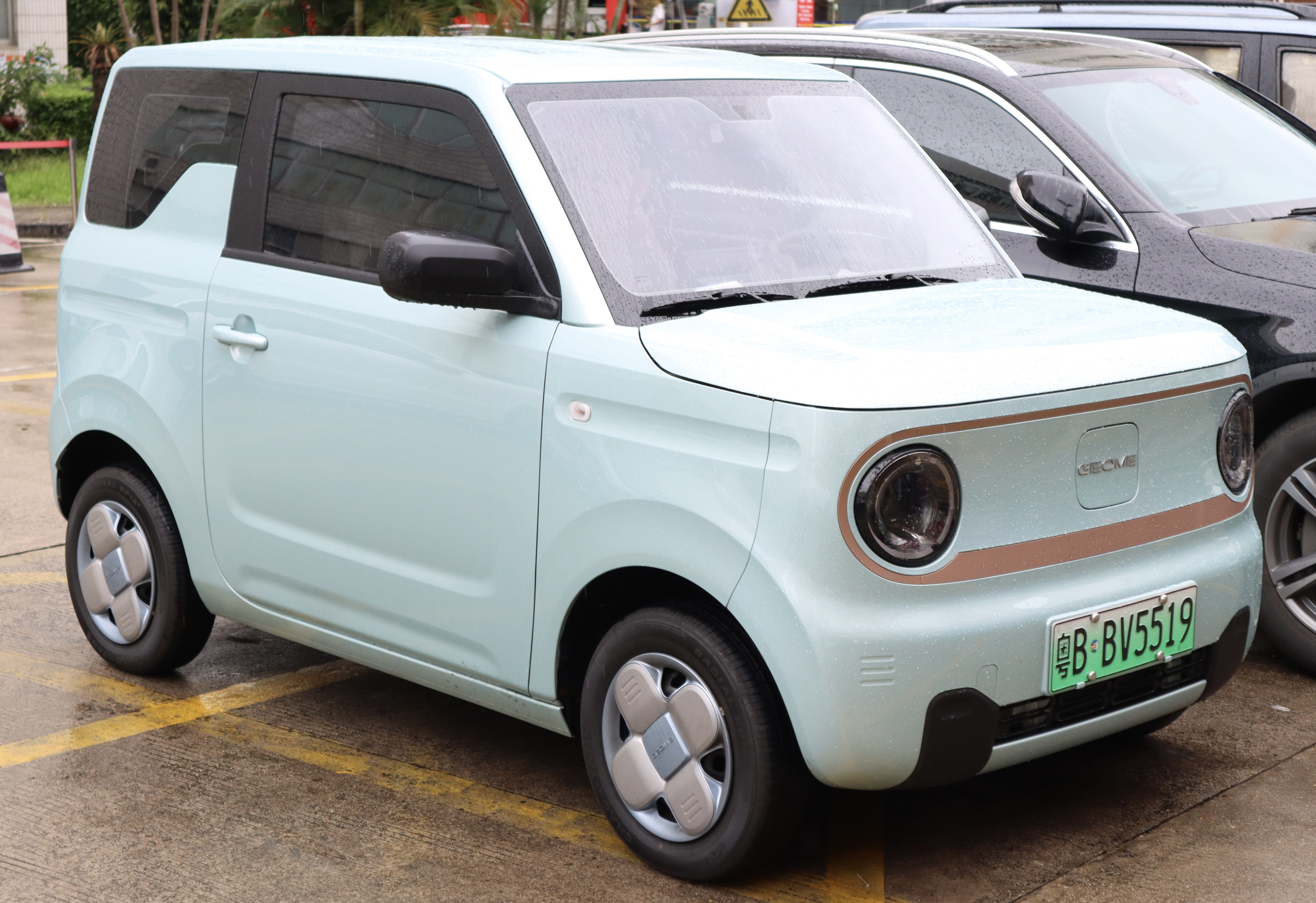
Panda

## Зовнішні посилання
- Офіційний сайт (китайською)